# Enrique Colavizza
Enrique Óscar Colavizza Spataro (Cali, 7 de febrero de 1938-Cali, 1 de octubre de 2018) fue un humorista y actor colombiano de ascendencia italiana con trayectoria en los medios de más de cuarenta años. Reconocido por su rol de comediante en el longevo programa de televisión Sábados felices, Colavizza ingresó al programa en 1972 y permaneció en el elenco principal hasta 2013, cuando tuvo que retirarse por problemas de salud.

## Biografía

### Inicios
Colavizza nació en la ciudad de Cali, Valle del Cauca, hijo de Pietro Colavizza e Isabel Spataro, ambos italianos. Tras desempeñarse en algunas producciones teatrales, en 1967 integró el elenco del largometraje La víbora junto a Fernando González Pacheco bajo la dirección de Alfonso Gimeno. Continuó desempeñándose en el Teatro de Variedades de Cali, alternando entre papeles serios y papeles cómicos. 

### Sábados felices
Su versatilidad como comediante y su capacidad para imitar lo llevaron a participar como concursante en el popular programa de humor Sábados Felices. Tras ganar en varias oportunidades el premio otorgado por el programa a la mejor rutina de humor, el director Alfonso Lizarazo le ofreció hacer parte del elenco principal del show en 1980. A partir de ese momento, Colavizza se convirtió en una de las caras más reconocidas del reparto del programa, haciendo parte también de casi una veintena de festivales internacionales del humor. Durante 1998, en sustitución de Lizarazo, presentó el programa hasta su reemplazo por Jota Mario Valencia. En 2013 anunció su salida del programa, debido principalmente a su precaria condición de salud.

### Otros programas
Mientras trabajaba con Sábados Felices, Colavizza presentó su propio programa de televisión de cocina Con Sabor a Colavizza durante el año 2000.

### Muerte
Colavizza falleció el 1 de octubre de 2018 a las 16:00 horas en el Centro Médico Imbanaco en la ciudad de Cali, donde se encontraba hospitalizado por una fuerte neumonía que lo venía afectando desde tiempo atrás. Tenía ochenta años.